# Gabbro Hills
Le Gabbro Hills sono un gruppo di frastagliate colline costiere antartiche che contornano la Barriera di Ross, tra il Ghiacciaio Barrett e il Ghiacciaio Gough e si estendono fino al Ropebrake Pass. Fanno parte dei Monti della Regina Maud, in Antartide. 
La denominazione è stata assegnata dal gruppo sud della New Zealand Geological Survey Antarctic Expedition (1963–64) a causa della notevole presenza in queste colline di gabbro, una roccia magmatica intrusiva di colore scuro.